# Maurice Archambaud
Maurice Archambaud, född 30 augusti 1908 i Paris, död 5 december 1955 i Le Raincy, var en fransk tävlingscyklist.
Archambaud var, innan han 1932 övergick till professionalismen, en av Frankrikes bästa amatörcyklister. År 1935 vann han tillsammans med Roger Lapébie Paris sexdagars. År 1937 satte Archambaud i Milano världsrekord på bana på 10, 20, 30 och 40 km samt i entimmeslopp (45 840 meter).